# Дракула 2000
«Дракула 2000» (або «Дракула 2001» в деяких країнах) — американський фільм жахів, який намагається перенести історію Дракули в стилі сучасного молодіжного фільму жахів. У фільмі знімаються зірки поп-культури і, можливо, наймолодший актор у ролі Дракули у великому фільмі. Цей фільм представляє унікальну історію походження Дракули, що відрізняється від інших вампірських фільмів. У фільму існує два продовження, «Дракула 2: Піднесення» і «Дракула 3: Спадщина».

## Зміст
Фільм починається в сучасному Лондоні, де група злодіїв проникає в магазин антикваріату в Карфакському абатстві. Пробравшись в добре захищене сховище, вони очікують знайти скарб. Але замість цього вони виявляють наглухо замкнену труну. При спробі посунути її вони активізують пастки, які жорстоко вбивають двох грабіжників. Інші злодії вважають, що якщо труна так сильно захищена, то в ній, напевно, міститься щось дуже цінне. Але надалі виявляється, що в труні лежить тіло дрімаючого графа Дракули. Також стає відомо, що Карфакське абатство належить давньому ворогові Дракули, Абрагаму ван Гелсінгу, який після того, як йому вдалося зловити це істота більше ста років тому, робив собі ін'єкції крові вампіра, відфільтрованої п'явками. Його бажанням було і залишається знайти спосіб убити це безсмертне чудовисько.
Під час перевезення труни в США на літаку одному із злодіїв вдається відкрити труну, тим самим він звільняє Дракулу. Граф нападає на всіх, включаючи пілота літака, після чого літак падає в болота Луїзіани. Переживши катастрофу і напавши на місцеву репортершу, Дракула направляється в Новий Орлеан, де проживають дочка Ван Хельсинга Мері і її подруга Люсі. Тим часом Ван Хельсинг і його помічник Саймон направляються в США, щоб повернути вампіра у свою труну.
Наприкінці фільму Дракула кусає Мері і показує їй в баченні своє походження. Виявляється, Дракула є ніким іншим, як Юдою Іскаріотом, проклятим вічно блукати по землі в покарання за зраду Ісуса, адже навіть пекло відмовився прийняти його. Це пояснює відому неприязнь вампірів до християнської іконографії і сріблу, адже Юда отримав тридцять срібняків за зраду Христа.
Тим часом, дівчата — вампирши зуміли зловити Саймона і надають його Мері як її перший жертву. Вона робить вигляд, що кусає його, і просить Дракулу, щоб він дав їй відрубати Саймону голову, адже він ніколи не перестане полювати на вампірів. Замість цього вона відрубує голову вампіршу — Люсі і б'ється з Дракулою. Саймон вступає в сутичку з колишньою секретаркою Ван Хельсинга, теж стала вампіршей, і відрубує їй голову. Зрештою Мері раптово згадує, що, коли в баченні Юда повісився на осиковому дереві, його мотузка порвалася, і він не встиг перейти грань життя і смерті. Вона вистачає найближчий металевий трос і обмотує його навколо шиї вампіра перш, ніж стрибнути з ним з даху. Дракула зависає на тросі, а Мері падає на землю, але виживає завдяки тому, що вона вже не людина. Перш, ніж Дракула згорає від ранкового сонця, він відпускає Мері, перетворюючи її назад в людину.
Мері і Саймон стають хранителями попелу Дракули.

## Ролі
| Актор              | Роль                            |
| ------------------ | ------------------------------- |
| Джерард Батлер     | Дракула / Юда Іскаріот          |
| Джастін Уодделл    | Мері Хеллер / Мері Ван Хельсинг |
| Джонні Лі Міллер   | Саймон Шепард                   |
| Крістофер Пламмер  | Меттью / Абрагам ван Хелсінг    |
| Коллін Фіцпатрік   | Люсі Вестерман                  |
| Дженніфер Еспозіто | Соліна                          |
| Денні Мастерсон    | Найтшейд                        |
| Джері Райан        | Валері Шарп                     |
| Лохлін Мунро       | Едді                            |
| Омар Еппс          | Маркус                          |
| Шейн Вест          | J.T.                            |
| Натан Філліон      | отець Девід                     |
| Девід Дж. Френсіс  | Ісус Христос                    |

## Знімальна група
- Режисер — Патрік Люссьє
- Сценарист — Джоель Сойзон, Патрік Люссьє
- Продюсер — В.К. Бордер, Джоель Сойзон, Деніел К. Арредондо
- Композитор — Марко Белтрамі